# Cecília Gáspár
Cecília Juric (* 11. September 1984 in Budapest als Cecília Gáspár; † vor oder am 9. September 2024) war eine ungarische Fußballspielerin.

## Karriere

### Vereine
Nach Stationen beim 1. FC Femina in ihrer Heimat sowie dem FC Zbrojovka Brünn in Tschechien wechselte sie zur Saison 2008/09 zum TSV Crailsheim nach Deutschland. In 20 Ligaspielen für Crailsheim gelang ihr ein Tor. Es folgte eine Halbsaison für die SG Essen-Schönebeck sowie im Januar 2010 der Wechsel zum damaligen Bayernligisten ETSV Würzburg. Mit diesem schaffte Gáspár in der Saison 2009/10 den Aufstieg in die Regionalliga sowie ein Jahr darauf in die 2. Fußball-Bundesliga. Im November 2012 gab sie aus beruflichen und privaten Gründen ihren Abschied in Richtung Stuttgart bekannt. Am 7. Januar 2013 unterschrieb sie einen Vertrag mit dem FV Vorwärts Faurndau und kam zu acht Einsätzen in der Oberliga Baden-Württemberg. Im Februar 2014 verließ sie Faurndau. Von 2015 bis 2017 spielte sie für die Frauenfußballmannschaft des SV Hegnach, zunächst in der Verbandsliga Württemberg, anschließend in der viertklassigen Oberliga Baden-Württemberg.

### Nationalmannschaft
Ihr Debüt für die A-Nationalmannschaft gab sie am 24. Mai 2005 beim 2:0-Sieg über die A-Nationalmannschaft Sloweniens. Sie vertrat ihr Landes im Fußballturnier im Rahmen der Sommer-Universiade 2009 in Belgrad und schied als Letztplatzierter der Gruppe D vorzeitig aus dem Turnier aus.

## Persönliches
Ab Mai 2011 war sie für den Sportartikel-Hersteller Decathlon tätig.
2015 kam ihr erster und 2018 ihr zweiter Sohn zur Welt. 2018 nahm sie den Namen von ihrem Mann Darko Juric an.
Am oder vor dem 9. September 2024 starb sie nach schwerer Krankheit im Alter von 39 Jahren.